# 阿部吉朗
阿部 吉朗（あべ よしろう、1980年7月5日 - ）は、愛媛県新居浜市生まれ、茨城県つくば市育ちの元サッカー選手。ポジションはフォワード（FW）。

## 来歴
愛媛県、大阪府で幼少期を過ごす。小学校3年生の時に茨城県つくば市に引っ越し、そこで兄と共にサッカーを始めた。当初は練習が面白いと思えず、小学校4年次で一度サッカーを辞めようとしたが、「周りが頑張っていたので、もう1年だけと、続けたらハマってしまった」と、本人は後にインタビューで振り返っている。当初はセンターバックとしてプレーし、その後サイドバックとしてもプレーした。中学校進学後はミッドフィールダーやフォワードとしてもプレーした。1996年、「ナイター施設さえあれば良い」と強豪校ではなく、地元の常総学院高等学校へ進学。質を量でカバーすべく猛練習を続けた。3年時には茨城県選抜として神奈川国体に出場した。この時はサイドバックとして登録されていたという。
1999年に流通経済大学へ進学し、サッカー部へ入部。まだ強化に力を入れたばかりの部ではあったが、同期の高木建太や吉沢秀幸と共に厳しい練習を重ね、4年生の時に関東大学リーグ2部の得点王 及びベストイレブンに選出。さらに、デンソーカップ・日韓大学定期戦では日本代表としてGK成京模を相手に2得点、MVPに輝き、大学No.1FWとして注目を集めた。
2002年、関東大学選抜でのプレーがJリーグ・FC東京強化部の大熊清に目に留まり練習生として同クラブでの練習試合に出場。4得点を挙げる活躍で内定を得ると、同年11月よりFC東京と正式契約を結び、クラブに合流。流経大出身者としては初のJリーガーとなった。デビュー戦となる天皇杯の対湘南ベルマーレ戦では早速2得点。2003年にはカップ戦を含めて公式戦で2桁得点を記録。中心選手の1人として活躍したことで、クラブからの大きな期待を受け2004年には長年に渡りクラブを支えたFWアマラオの背番号11を引き継いだ。元日本代表FWの原博実監督からはヘディングシュートを直伝された一方で、本職では無い左MF（サイドハーフ）での起用に加えて、流れを変えるスーパーサブとしての役割を与えられた難しさから 得点を伸ばせなかった。
2005年、FWでの起用と先発出場にこだわり大分トリニータへ期限付き移籍。しかし、大分でもサイドのMFに配されるなど目立った活躍を見せられず、同年8月、前線の駒不足に悩むFC東京に復帰。復帰戦となった柏戦で得点を挙げると、積極果敢なプレーで絶好の起爆剤となり その後の12試合無敗に貢献した。
2007年、かねてから阿部をストライカーとして高く評価していた柏レイソルへ期限付き移籍したが 故障もあって結果を残せなかった。
2008年、湘南ベルマーレに完全移籍。同年11月11日に入籍、2009年1月11日結婚。湘南では自身初となるJ2でのプレーとなったが、反町康治監督の下、FC東京在籍時以来となるチームの一体感を得て 出場機会を確保。得点力と献身的な守備で貢献した。2009年J2最終節の水戸戦では、0-2でリードされた状況から、同点ゴールと逆転ゴールの2得点を決めて 湘南をJ1昇格に導いた。2010年はチームで唯一リーグ戦全試合に出場し、チーム最多の9得点を挙げたものの J2降格を喫した。
J1でのプレーを希望し2011年はヴァンフォーレ甲府に期限付き移籍。先発出場を続けていたが 監督の交代とMF井澤惇の抜擢に伴う布陣の再編によって中盤以降は出場機会が激減し、1年限りで移籍期間満了により退団した。
2012年、ジュビロ磐田に完全移籍。動き出しの良さが評価され、切り札役として出場を続けた。2014年は磐田での日本人最年長選手となる中「初心に戻ろう」と背番号を2003年にFC東京で着用した14番へ変更。
磐田からは契約延長を打診されていたが、反町が指揮を執る松本山雅FCからのオファーを受け、2015年より同クラブへ完全移籍。チャントはサポーター間で新しく募集したが、「思い入れがあるのでこれにして欲しい」という本人からの申し出で、FC東京時代からずっと受け継がれてきたユニコーンの「人生は上々だ」が使われることになった。24試合に出場し、5得点を挙げたが、12月1日に現役引退を発表。引退の理由は、「『反町監督を男にしたい。山雅の力になりたい』と思い移籍して来ましたが、J1に残留する事ができず、僕自身の力不足を感じました。」とコメントし、FC東京から松本山雅までのチーム関係者や「最後のチームを自分で選ばせて下さった、ジュビロ磐田の関係者」などに感謝の言葉を贈っている。

## 所属クラブ
ユース経歴
- 大池小学校[2]
- 1989年 - 1992年 並木FC[15] (つくば市立並木小学校)[2]
- 1993年 - 1995年 つくば市立並木中学校[2]
- 1996年 - 1998年 常総学院高等学校
- 1999年 - 2002年 流通経済大学

プロ経歴
- 2002年11月 - 2007年  FC東京
  - 2005年1月 - 8月  大分トリニータ (期限付き移籍)
  - 2007年  柏レイソル (期限付き移籍)
- 2008年 - 2011年  湘南ベルマーレ
  - 2011年  ヴァンフォーレ甲府 (期限付き移籍)
- 2012年 - 2014年  ジュビロ磐田
- 2015年  松本山雅FC

## 個人成績
| 国内大会個人成績 | 国内大会個人成績 | 国内大会個人成績 | 国内大会個人成績 | 国内大会個人成績 | 国内大会個人成績 | 国内大会個人成績 | 国内大会個人成績 | 国内大会個人成績 | 国内大会個人成績 | 国内大会個人成績 | 国内大会個人成績 |
| 年度             | クラブ           | 背番号           | リーグ           | リーグ戦         | リーグ戦         | リーグ杯         | リーグ杯         | オープン杯       | オープン杯       | 期間通算         | 期間通算         |
| 年度             | クラブ           | 背番号           | リーグ           | 出場             | 得点             | 出場             | 得点             | 出場             | 得点             | 出場             | 得点             |
| 日本             | 日本             | 日本             | 日本             | リーグ戦         | リーグ戦         | リーグ杯         | リーグ杯         | 天皇杯           | 天皇杯           | 期間通算         | 期間通算         |
| ---------------- | ---------------- | ---------------- | ---------------- | ---------------- | ---------------- | ---------------- | ---------------- | ---------------- | ---------------- | ---------------- | ---------------- |
| 2001             | 流経大           |                  | -                | -                | -                | -                | -                | 2                | 4                | 2                | 4                |
| 2002             | FC東京           | 26               | J1               | -                | -                | -                | -                | 1                | 2                | 1                | 2                |
| 2003             | FC東京           | 14               | J1               | 27               | 6                | 7                | 2                | 2                | 2                | 36               | 10               |
| 2004             | FC東京           | 11               | J1               | 28               | 4                | 8                | 1                | 3                | 1                | 39               | 6                |
| 2005             | 大分             | 14               | J1               | 15               | 0                | 6                | 1                | -                | -                | 21               | 1                |
| 2005             | FC東京           | 11               | J1               | 13               | 3                | 0                | 0                | 2                | 1                | 15               | 4                |
| 2006             | FC東京           | 11               | J1               | 14               | 2                | 4                | 0                | 2                | 0                | 20               | 2                |
| 2007             | 柏               | 11               | J1               | 8                | 0                | 6                | 0                | 0                | 0                | 14               | 0                |
| 2008             | 湘南             | 18               | J2               | 26               | 6                | -                | -                | 1                | 0                | 27               | 6                |
| 2009             | 湘南             | 11               | J2               | 48               | 10               | -                | -                | 0                | 0                | 48               | 10               |
| 2010             | 湘南             | 11               | J1               | 34               | 9                |                  |                  | 1                | 1                | 35               | 10               |
| 2011             | 甲府             | 26               | J1               | 24               | 4                | 1                | 0                | 0                | 0                | 25               | 4                |
| 2012             | 磐田             | 30               | J1               | 17               | 1                | 3                | 0                | 2                | 1                | 22               | 2                |
| 2013             | 磐田             | 30               | J1               | 10               | 2                | 2                | 0                | 2                | 1                | 14               | 3                |
| 2014             | 磐田             | 14               | J2               | 20               | 3                | -                | -                | 2                | 0                | 22               | 3                |
| 2015             | 松本             | 39               | J1               | 24               | 5                | 4                | 0                | 3                | 0                | 31               | 5                |
| 通算             | 日本             | 日本             | J1               | 214              | 36               | 41               | 4                | 18               | 9                | 273              | 49               |
| 通算             | 日本             | 日本             | J2               | 94               | 19               | -                | -                | 3                | 0                | 95               | 19               |
| 通算             | 日本             | 日本             | 他               | -                | -                | -                | -                | 2                | 4                | 2                | 4                |
| 総通算           | 総通算           | 総通算           | 総通算           | 308              | 55               | 41               | 4                | 23               | 13               | 372              | 72               |